# Lotopałanka pośrednia
Lotopałanka pośrednia (Petaurus norfolcensis) – gatunek ssaka z podrodziny Petaurinae w obrębie rodziny lotopałankowatych (Petauridae). Nie jest gatunkiem zagrożonym ze względu na jego duże populacje w obszarach objętych ochroną.

## Taksonomia
Gatunek po raz pierwszy zgodnie z zasadami nazewnictwa binominalnego opisał w 1792 roku brytyjski przyrodnik Robert Kerr nadając mu nazwę Sciurus (Petaurus) norfolcensis. Miejsce typowe według oryginalnego opisu to „wyspa Norfolk, u wybrzeży Nowej Południowej Walii” jest błędne, prawidłowe miejsce typowe to Sydney, Nowa Południowa Walia, Australia. Kerr swój opis oparł na podstawie „Norfolk-Island Flying-Squirrel” Arthura Phillipa z 1789 roku.
Gatunek monotypowy.

### Etymologia
- Petaurus: gr. πεταυρον petauron ‘trampolina, skakać’, od πεταυριστης petauristēs ‘akrobata, balansista’[13][14].
- norfolcensis: wyspa Norfolk, Nowa Południowa Walia, Australia[1].

## Zasięg występowania
Lotopałanka pośrednia we wschodniej Australii od północnego Queensland (półwysep Jork) w dół wschodniego wybrzeża do środkowej Wiktorii, w tym wyspy: Ricketts i Wielka Wyspa Piaszczysta; także kilka zapisów w Western Flat i Bordertown w południowo-wschodniej Australii Południowej.
W ostatnich latach populacja P. norfolcensis gwałtownie się zmniejszyła, głównie z powodu wycinania lasów pod uprawy. Gatunek ten nie jest zdolny do przystosowania się do nowych warunków w przeciwieństwie do swojego krewnego P. breviceps. Innym powodem stałego zmniejszania się populacji P. norfolencis jest rozwój nabrzeży oraz coraz większe przerzedzenia lasów w Nowej Południowej Walii i południowo-wschodnim Queensland, a także brak dziupli oraz innych schronień. Australijskie lasy mają poważne problemy z regeneracją, głównie przez pożary i zwierzęta takie jak kangurowate czy zające.

## Charakterystyka
Długość ciała (bez ogona) 18–24 cm, długość ogona 22–30 cm; masa ciała 173–300 g. Jej futro jest zazwyczaj szare, na spodzie ciała jaśniejsze, na grzbiecie biegnie czarny pasek od nosa do zadu, dwa czarne paski biegną od oka do ucha po obu stronach głowy. Długość ciała wynosi 20 cm, ogon jest puszysty, dłuższy od ciała. Poruszanie po drzewach ułatwiają jej ostre pazury, poduszeczki na palcach oraz zakrzywione palce na tylnych nogach. Samica ma w torbie cztery sutki.
W szczęce są obecne: trzy pary siekaczy (pierwsza para wydłużona w stosunku do pozostałych i wysunięta do przodu), para kłów spłaszczonych bocznie (brak dolnych), trzy pary jednoguzkowych zębów przedtrzonowych oraz cztery pary lekko zaokrąglonych, czteroguzkowych zębów trzonowych, zmniejszających się kolejno od pierwszego:
| Wzór zębowy | Wzór zębowy | I | C | P | M |
| ----------- | ----------- | - | - | - | - |
| 40          | =           | 3 | 1 | 3 | 4 |
| 40          | =           | 2 | 0 | 3 | 4 |

## Ekologia
Prowadzi nadrzewny tryb życia, preferuje otwarte lasy (o dużych odstępach między drzewami). Potrafi przeszybować z jednego drzewa na drugie nawet 50 metrów. Jest aktywna nocą, za dnia ukrywa się w liściastym gnieździe w dziupli drzewa. Odżywia się chrząszczami, larwami motyli zbieranymi z liści eukaliptusa oraz akacji, a także roślinnymi wydzielinami (nektar, żywica eukaliptusa, guma akacji). W skład jej diety mogą wchodzić także kwiaty, pajęczaki oraz małe kręgowce. Żyje w małych rodzinnych grupach i może atakować nieznane, nowo napotkane, indywidualne osobniki tego samego gatunku. Zazwyczaj kilka osobników dzieli ze sobą wspólnie gniazdo. Komunikują się ze sobą wydając dźwięki o różnych częstotliwościach, nawet ultradźwięki (do 33 kHz).

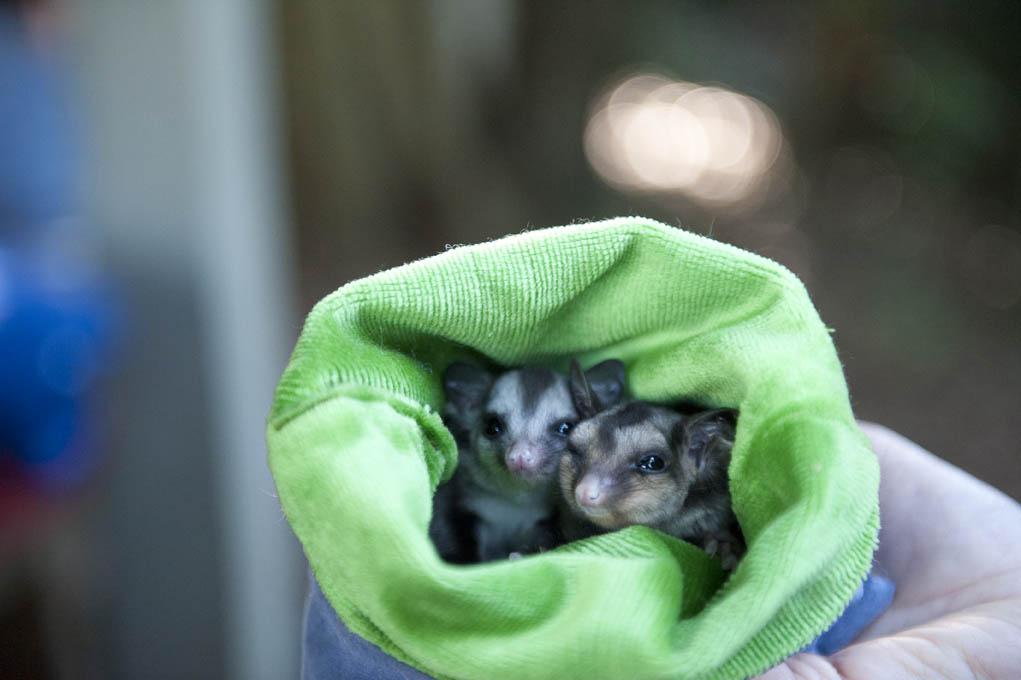
Młode

Lotopałanka pośrednia jest bardziej pospolita niż pokrewna lotopałanka karłowata (P. breviceps) w miejscach, gdzie obie koegzystują. Te dwa gatunki skrzyżowane w niewoli dają płodne potomstwo. Ciąża u lotopałanki pośredniej trwa nieco mniej niż 3 tygodnie, wielkość miotu to zazwyczaj jedno albo dwa młode trzymane w torbie przez około 70 dni. Hodowany w niewoli osobnik rekordowo dożył 11 lat i 11 miesięcy.

## Status zagrożenia
W Czerwonej księdze gatunków zagrożonych Międzynarodowej Unii Ochrony Przyrody i Jej Zasobów został zaliczony do kategorii LC (ang. least concern ‘najmniejszej troski’).